# Carrozze FS tipo MDVC
Le carrozze  MDVC (chiamate Medie Distanze insieme alle carrozze MDVE) delle Ferrovie dello Stato sono una serie di carrozze costruite negli anni ottanta del XX secolo per i servizi ferroviari di categoria intermedia.

## Storia

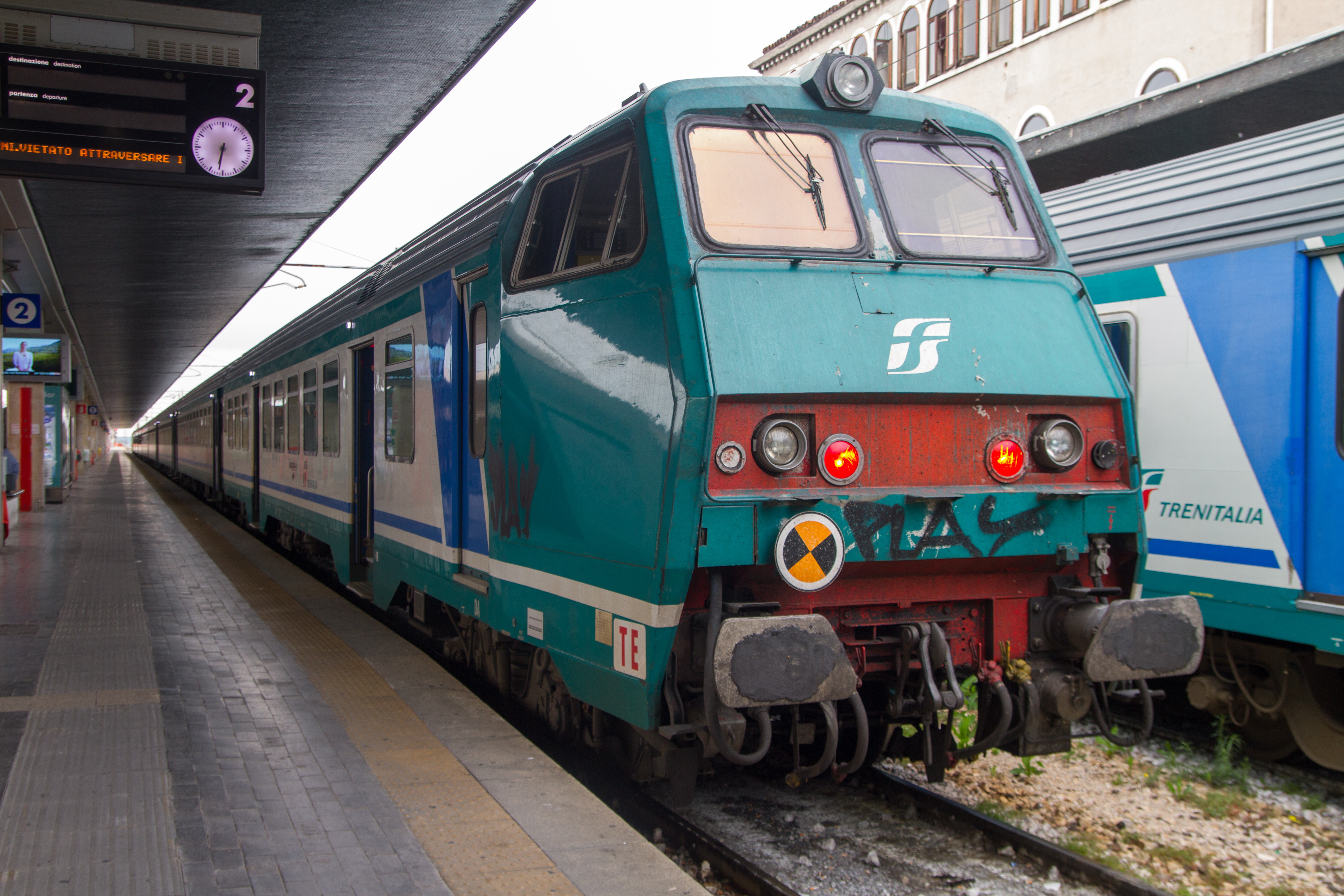
Una carrozza Semipilota "Mazinga" MDVC, tipo "TE" in livrea XMPR.

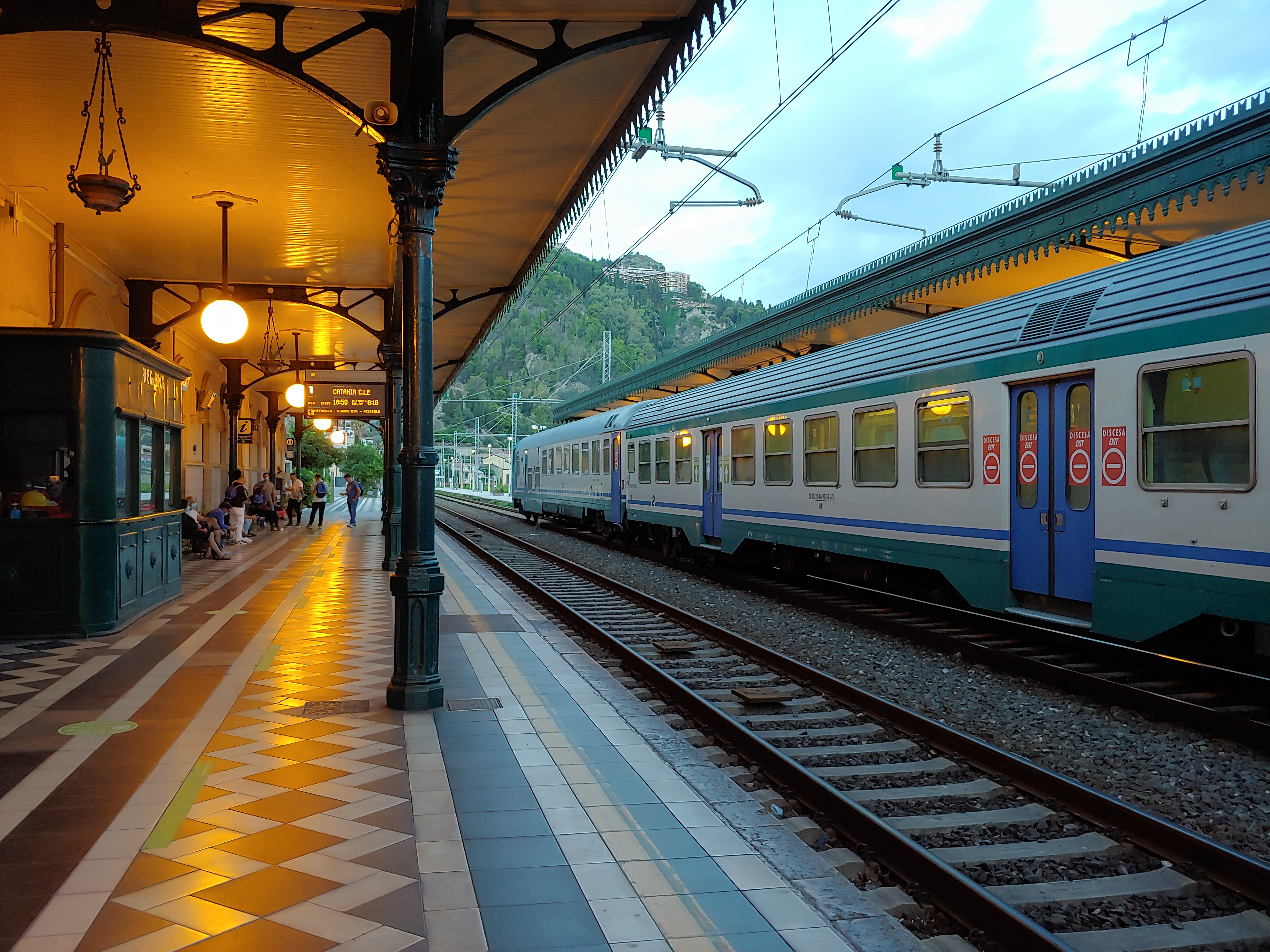
Una carrozza MDVC nella stazione di Taormina-Giardini.

Nel 1980 le Ferrovie dello Stato Italiane si trovavano ad avere in circolazione numerosi veicoli nuovi ed affidabili per le tratte lunghe e internazionali, mentre per i servizi interni a media distanza venivano spesso utilizzati veicoli pensati o concepiti per altri tipi di servizio.
Per completare le operazioni di rinnovamento della flotta le FS ordinarono quindi una nuova famiglia di carrozze, denominata "Medie Distanze": negli anni successivi ne furono create due versioni, molto simili, la cui differenza principale era nel posizionamento dei vestiboli e degli impianti.
La MDVC è la prima versione realizzata: il nome significa Medie Distanze Vestiboli Centrali, anche se in realtà i vestiboli non si trovano al centro della carrozza ma simmetrici sia rispetto ad esso sia rispetto alle estremità.
La seconda versione realizzata è la carrozza MDVE, della quale, a differenza della MDVC, non sono stati realizzati esemplari in versione semipilota, pertanto nei convogli reversibili formati solo da carrozze MDVE la semipilota è sempre del tipo MDVC Medie Distanze, mentre le carrozze intermedie possono essere sia MDVC che MDVE.
Nelle carrozze MDVC vi sono tre compartimenti passeggeri separati dai due vestiboli, viceversa le carrozze MDVE presentano i due vestiboli alle estremità ed un unico compartimento passeggeri esteso lungo tutta la carrozza.
Le prime unità MDVC vennero consegnate alle FS nell'autunno 1980. Rivestivano una livrea completamente nuova, la livrea "MDVC" detta anche "Navetta", in bianco greggio con fasce arancio e violetto, che per la prima volta si distaccava dal classico colore "grigio ardesia" usato all'epoca sulla gran parte delle carrozze. Questa livrea verrà utilizzata anche sulle coeve vetture "casaralta".
La cassa nasce dall'esperienza maturata sulle carrozze internazionali degli anni settanta (Eurofima e Gran Confort) ed è in lamiera in acciaio al rame ad alta resistenza, con nervature strutturali lungo tutta la copertura. Gli interni mostrano un notevole utilizzo di laminati plastici sia estetici che strutturali, che danno un'eccezionale leggerezza alla carrozza.
Le porte d'accesso ad azionamento pneumatico, scorrevoli a doppia anta, non sono particolarmente larghe (1200 mm di ampiezza del vano utile), fatto che rappresenta una delle pecche principali di questi rotabili robusti e versatili; ad ogni modo l'ampio vestibolo permette un incarrozzamento relativamente rapido. Le porte sono dotate di un sistema di sbloccaggio per permetterne l'apertura manuale, operativo anche in caso di guasto.
Le MDVC avevano originariamente due toilette poste alle estremità, che in molti casi sono state ridotte ad una a causa della necessità di fare posto all'impianto di climatizzazione.
Queste carrozze sono dotate oggi di tre tipologie di sedili vis-a-vis, l’allestimento più vecchio è ora in fase di sostituzione.
Le MDVC esistono in tre versioni:
- rimorchiate di seconda classe, che rappresentano la parte più numerosa della produzione;
- rimorchiate miste di prima e seconda classe (dal 2005 convertite in sola seconda). 20 di queste vetture furono convertite in sola prima classe per l'allora DTR Lombardia, con 60 posti a sedere[3];
- rimorchiate semipilota, ovvero carrozze provviste di una cabina di guida ad una estremita, per la formazione di convogli reversibili in servizio "navetta". Furono costruite in tre tipologie in base all'utilizzo previsto:

1. Carrozze semipilota per locomotive elettriche (TE) con testata piana dotata di intercomunicante, denominate anche "passanti". Sono atte al telecomando di diverse locomotive elettriche (E.424, E.646, E.656 Navetta, E.632/633, E.652 ed E.464). Livrea "MDVC";
2. Carrozze semipilota per locomotive diesel (TD) con testata aerodinamica e postazione di guida rialzata, soprannominate “Mazinga” per via del loro aspetto. Queste vetture possono interfacciarsi solamente con le locomotive D.445, che a loro volta possono essere impiegate solo con questo tipo di carrozza semipilota. Livrea "MDVC";
3. Carrozze semipilota per locomotive elettriche (TE) con testata aerodinamica e postazione di guida rialzata (Mazinga). Seppur tecnicamente del tutto analoghe alle pilota TE passanti, si differenziano da queste oltre che per il frontale anche per la livrea adottata. Queste vetture infatti non furono consegnate nella livrea "MDVC" ma in quella "MDVE" in quanto previste per entrare in composizione con quel tipo di carrozze. Tre unità (82-78 155, 159 e 167) furono attrezzate per il telecomando delle locomotive E.454 tramite linea seriale[4].

Dalla fine degli anni novanta la flotta ha perso gradualmente la caratteristica livrea per passare alla livrea XMPR, anche se con schemi di applicazione diversi tra i vari gruppi di veicoli ripellicolati.
Le MDVC sono state poi riqualificate con l'aggiunta dell'impianto di climatizzazione e audiodiffusione (su diversi esemplari sono stati sostituiti anche i sedili apponendone dei nuovi ritenuti più confortevoli). Per le semipilota si è proceduto altresì a renderle conformi al trasporto disabili, oltre a creare una zona dedicata al trasporto biciclette nello spazio retrostante la cabina di guida. Con il declassamento di buona parte della flotta UIC-X al servizio regionale, spesso sono stati utilizzati convogli composti da carrozze MD e UIC-X contemporaneamente per i treni della Divisione Trasporto Regionale di Trenitalia.

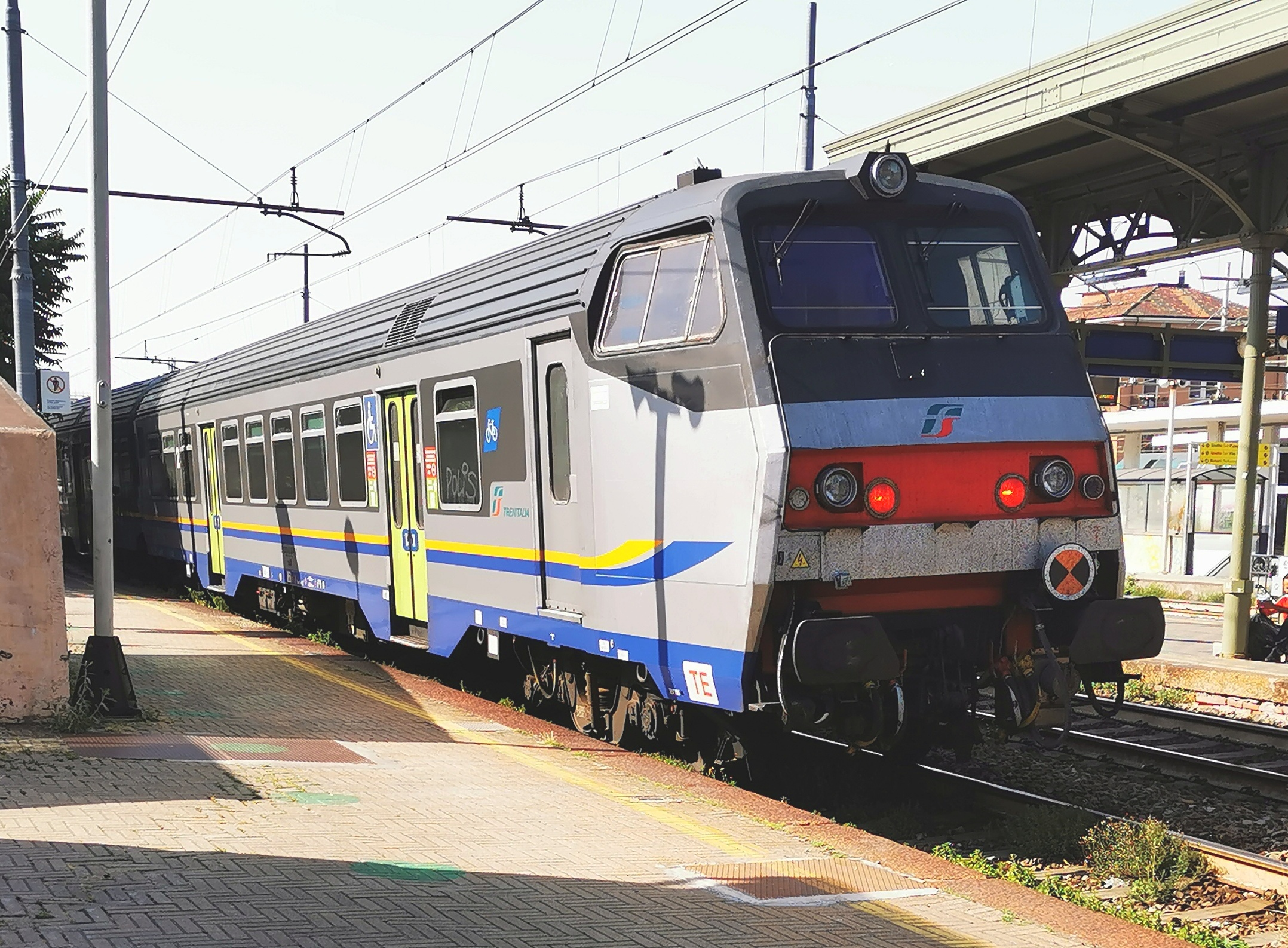
Una carrozza semipilota MDVC "Mazinga" in livrea DPR.

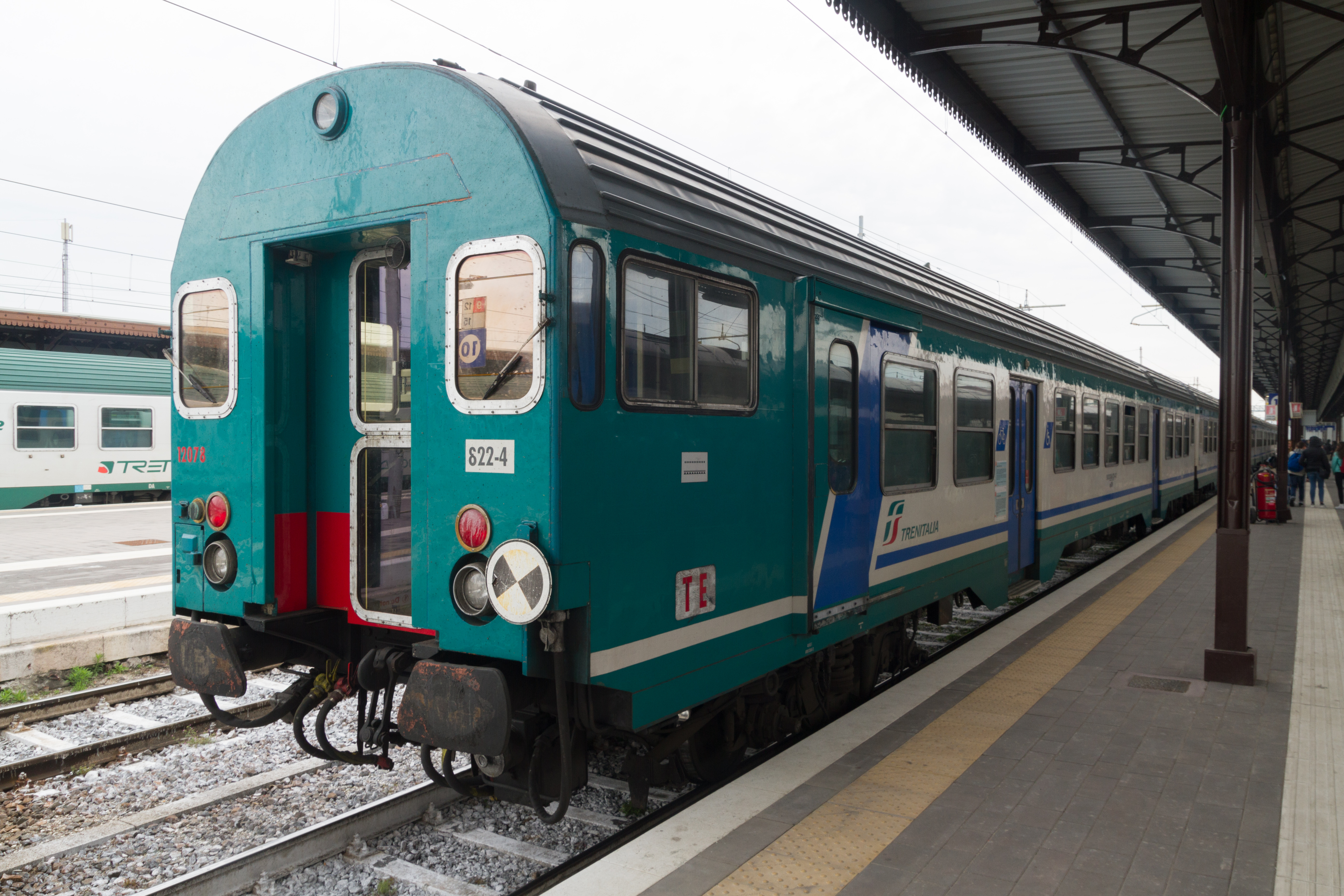
Una carrozza semipilota MDVC "Box Doccia" in livrea XMPR.

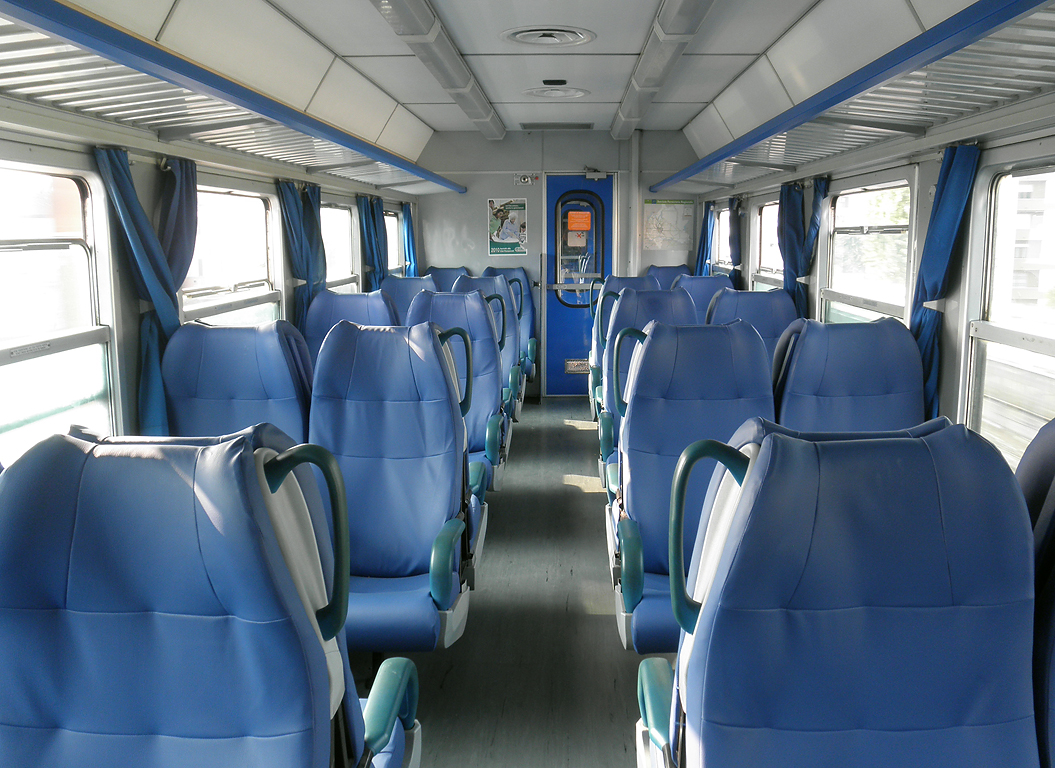
Gli interni di una carrozza MDVC di seconda classe con gli interni di seconda generazione

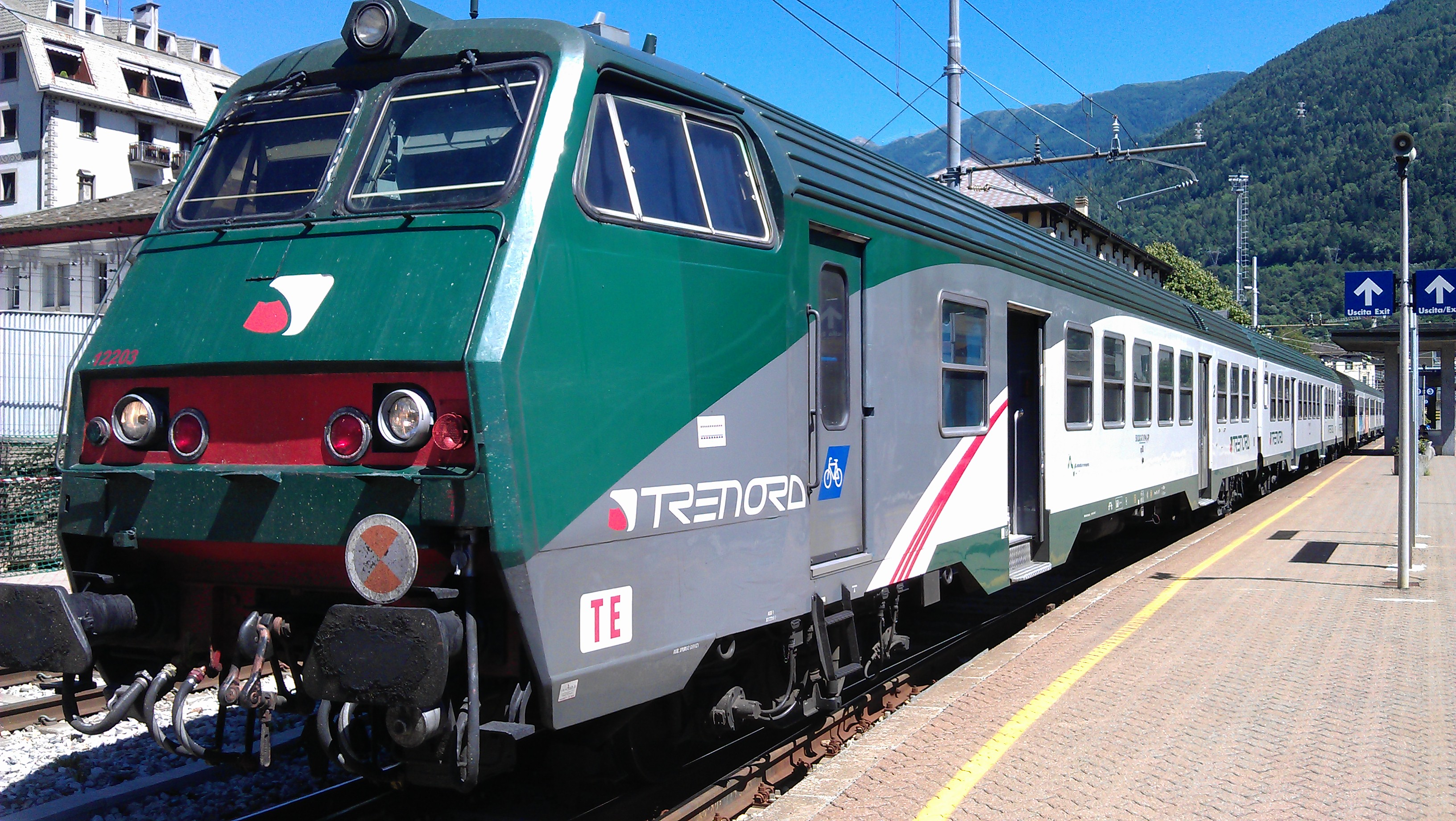
Una carrozza semipilota MDVC revampizzata in livrea Trenord.

Nel 2009 è iniziato un progetto di revamping di tutta la flotta residua di MDVE e MDVC per un totale di 2334 carrozze (poi ridottesi a circa 1600 unità a causa del mancato rinnovo del contratto da parte di alcune regioni che hanno preferito investire sull'acquisto di nuovo materiale rotabile), i primi esemplari sono stati posti in circolazione dal febbraio 2011, riconoscibili dall'esterno in base all'adozione di un nuovo tipo di finestrini con l'estremità superiore apribile "a compasso", destinati a sostituire gli originali Klein. Gli interni hanno ottenuto un miglior grado di insonorizzazione, l'installazione dell'impianto antincendio ed il rifacimento degli impianti elettrici, di climatizzazione e di riscaldamento.
Dal medesimo periodo le carrozze MDVC assegnate alla Direzione Regionale della Lombardia di Trenitalia sono confluite in uso nel parco rotabili di Trenord, nuova società concessionaria dei servizi ferroviari regionali lombardi, e hanno ricevuto la livrea di tale società. Successivamente,  le 20 unità dotate di allestimenti di sola prima classe, in servizio sulla relazione Milano-Lecco-Sondrio-Tirano, hanno rivestito una livrea dedicata, caratterizzata da uno sfondo di montagne bianche con contrasto rosso, meglio nota come livrea Valtellina. Mentre alcune unità operative in regione Piemonte, relativamente alla relazione Torino-Milano, furono ripellicolate nel corso del 2011 in livrea "Torino-Milano", per celebrare i 150 dell'Unità d'Italia in abbinamento con le carrozze MDVE.
Dal 2017 le unità ristrutturate della divisione passeggeri di Trenitalia hanno iniziato a ricevere la livrea DPR.
Nel 2020 si è avviato un programma di revamping anche per 140 unità MDVC (125 di seconda e 15 di prima) in servizio presso la società Trenord (la quale non possiede invece carrozze MDVE). Completato il processo di ristrutturazione tali carrozze sono state poste in servizio sulle tratte in cui i nuovi treni, per motivi legati ad esempio alla sagoma, non possono circolare.
Sempre nel corso del 2020 la Direzione Regionale Friuli-Venezia Giulia di Trenitalia ha modificato alcune vetture per il trasporto di sole biciclette. In tali veicoli, denominati MDTB (Media Distanza Trasporto Bici), gli arredi classici delle vetture e la toilette sono stati rimossi per poter attrezzare i rotabili con 64 posti per bici. Nel corso del 2023 altre MDVC modificate per il solo trasporto bici sono entrate in servizio regolare tra Emilia-Romagna, Veneto e Trentino-Alto Adige.
Attualmente anche la società "Treni Turistici Italiani", la nuova compagnia del gruppo FS nata per offrire servizi ferroviari dedicati a un turismo di qualità sostenibile, attento a riscoprire le ricchezze del territorio italiano, ha ricevuto da Trenitalia alcune MDVC private degli arredi interni da dedicare integralmente al trasporto bici e bagagli.  

## Stato attuale
Ad oggi, le carrozze MDVC, così come le MDVE, nonostante le progressive demolizioni di queste carrozze che nel corso del tempo continueranno, sono ancora molto utilizzate sia sui treni regionali che regionali veloci a lunga percorrenza, in quanto, nonostante tutti i limiti propri di un tipo di rotabile in servizio da oltre quarant'anni e l'assenza di alcune tecnologie moderne, ad esempio i monitor per l'informazione ai passeggeri, l'affidabilità tecnica ed il comfort sulle lunghe distanze rimangono assolutamente apprezzabili. Un uso classico è quello sulle tratte lungo le quali i rotabili ad uso regionale più recenti, come i convogli Vivalto e gli elettotreni Rock e Pop, non possono operare per motivi tecnici di qualsiasi genere.